# قلات بالا (تازيان)
قلات بالا (بالفارسية: قلات بالا) هي قرية تقع في إيران في قسم تازيان الريفي. يقدر عدد سكانها بـ 2,898 نسمة .